# Francis Cooke
Francis Cooke (Engeland, ca. 1583 – Plymouth (Massachusetts), 7 april 1663) was een van de Pilgrim Fathers, een groep Engelse religieuze vluchtelingen die in 1620 vanuit Leiden naar de Nieuwe Wereld vertrokken en in de huidige Amerikaanse staat Massachusetts de Plymouth Colony vestigden, bekend van de Amerikaanse Thanksgiving-traditie.
Van Cooke stammen veel bekende Amerikanen af, waaronder de presidenten Franklin Delano Roosevelt, George H.W. Bush en George W. Bush, regisseur Orson Welles en acteur Richard Gere.
Het Francis Cooke Society is een Amerikaans gezelschap, opgericht in 2003, met het doel historisch en genealogisch onderzoek te doen naar Cooke en zijn afstammelingen.

## Tijd in Leiden

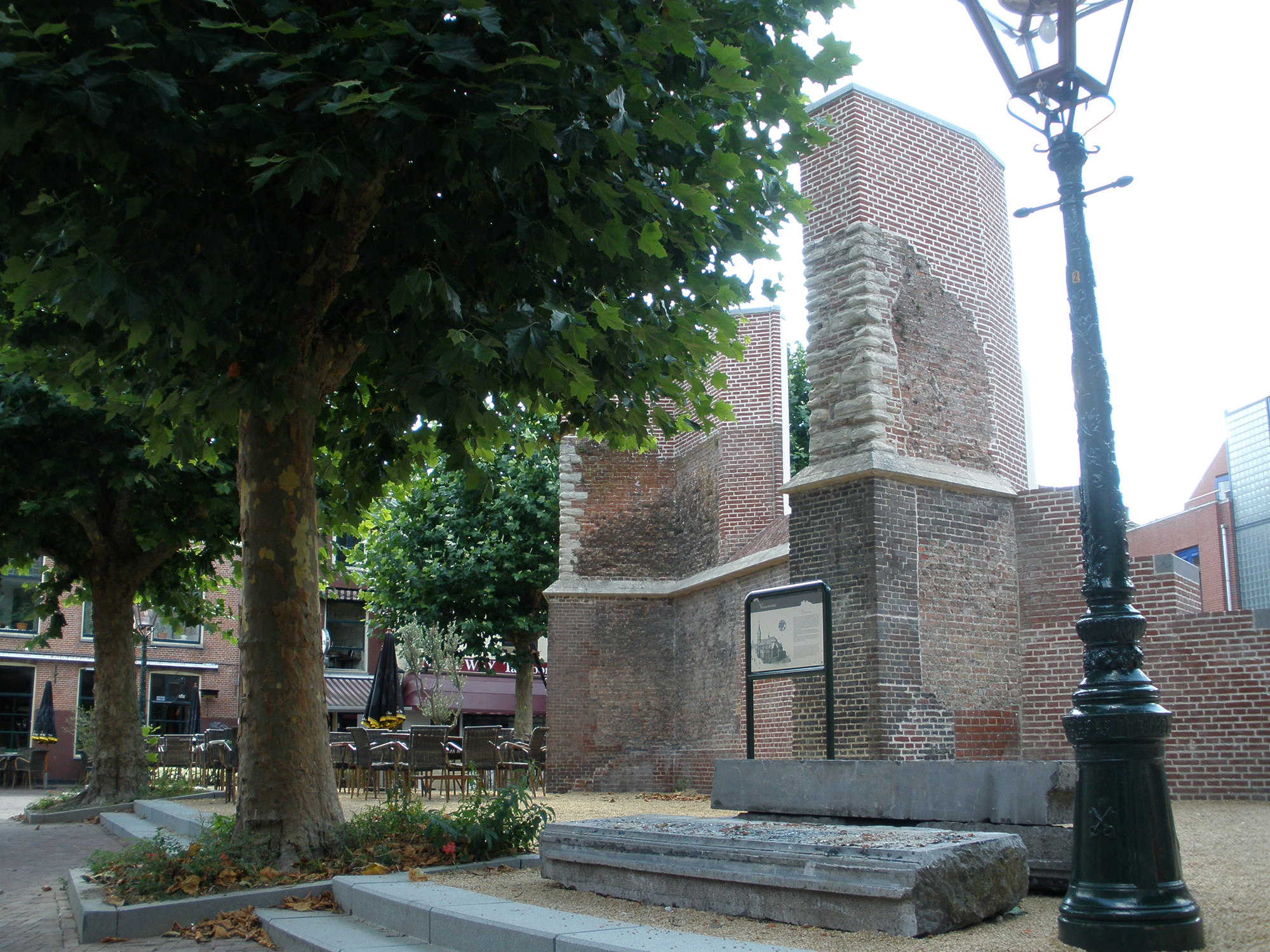
Ruïne van de Vrouwekerk in Leiden, waar Francis Cooke in 1603 trouwde

Cooke was al in Leiden voordat de Pilgrims daarnaartoe trokken. Hij trouwde in 1603 in de Vrouwekerk in Leiden met Hester le Mathieu, een hugenoot uit Rijsel die met haar ouders eerst naar Engeland vluchtte en, in 1590, in Leiden ging wonen. Volgens de Leidse archieven was Cooke (die Franchoys Couck genoemd werd) een wolkammer uyt Engeland.
In 1606 vertrok het stel naar Norwich in Engeland, maar een jaar later keerden ze weer terug naar Leiden. In 1608 stierf een van hun kinderen; volgens de archieven woonde Cooke destijds aan de Levendaal in Leiden.

## Vertrek naar de Nieuwe Wereld

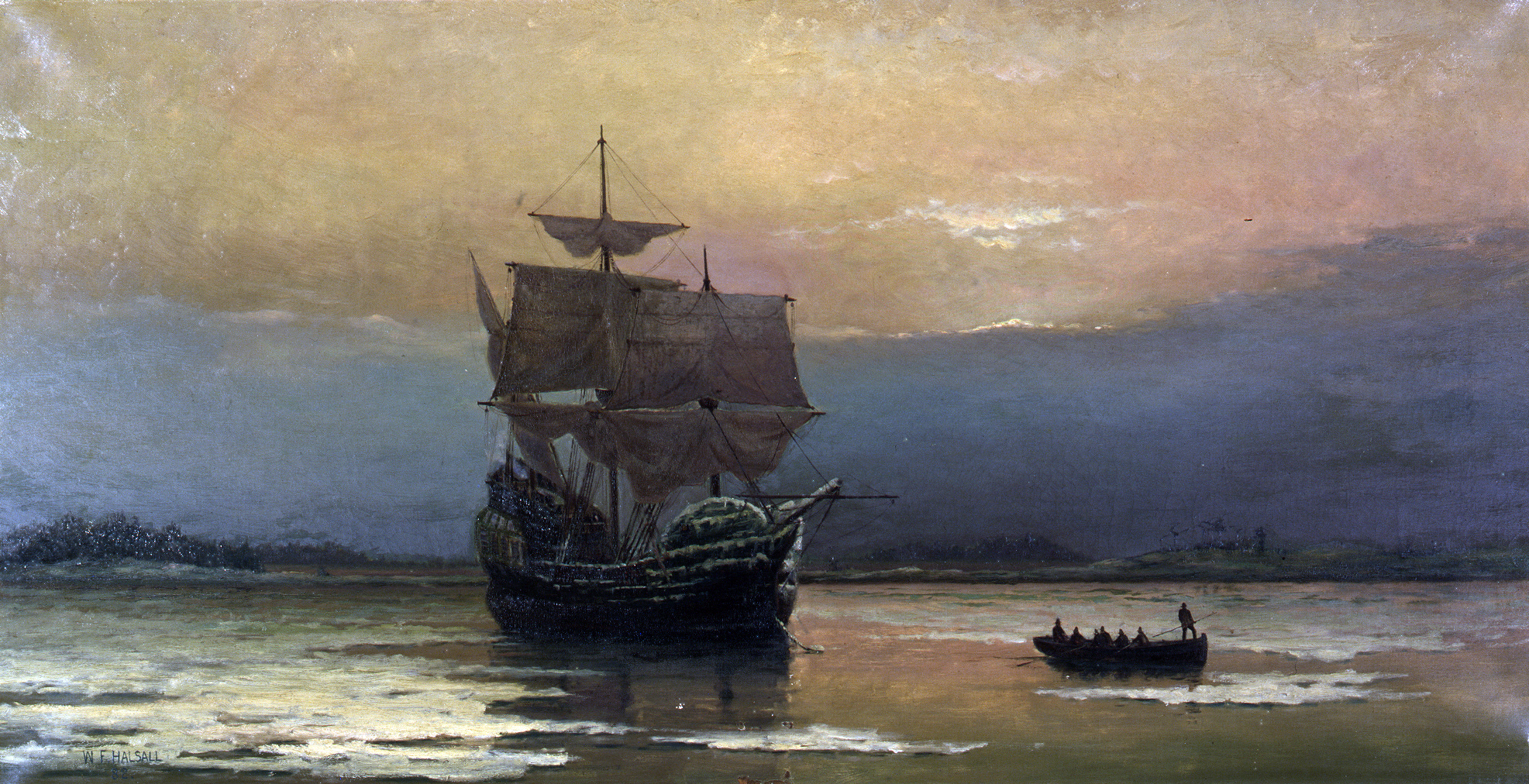
De Mayflower in de haven van Plymouth (William Halsall, 1882)

In 1620 vertrok een groep Pilgrims, waaronder Cooke en zijn zoon John (Jean), naar de Nieuwe Wereld. Hester en hun jongste kinderen bleven achter in Leiden en zouden pas de oversteek maken wanneer de Pilgrims-kolonie gevestigd was. Ze vertrokken uit Delfshaven aan boord van het schip de Speedwell. De Pilgrims voeren eerst naar Southampton, waar Cooke en zijn zoon aan boord gingen van een ander schip, de Mayflower. Vanuit Plymouth begon de oversteek van de Atlantische Oceaan, en in november ging het schip voor anker in de natuurlijke haven van het huidige Provincetown (Massachusetts). Hier ondertekenden Cooke en 40 andere Pilgrims het Mayflower Compact, dat het bestuur van de nieuwe kolonie regelde.
Cooke was aanwezig bij de eerste Thanksgiving-viering in Plymouth Colony. Zijn neef Philippe de la Noye kwam naar de Plymouth Colony in 1621 met de Fortune. Cooke’s vrouw en hun andere kinderen (Jane, Jacob en Hester) maakten de oversteek naar de Nieuwe Wereld in 1623 aan boord van de Anne. In Plymouth Colony kreeg het stel nog een dochter, Mary geheten.
- Library of Congress Control Number: n86010891
- SNAC: w6h44297
- Virtual International Authority File: 26077561
- WorldCat: E39PBJgcXqXcFXXc6HwqhW4Xh3